# Carpathonesticus zaitzevi
Carpathonesticus zaitzevi es una especie de araña araneomorfa del género Carpathonesticus, familia Nesticidae. Fue descrita científicamente por Charitonov en 1939.
Se distribuye por Georgia. El prosoma del macho mide aproximadamente 1,8-2,3 milímetros de longitud y el de la hembra 1,9-2,55 milímetros.